# Poltergeist

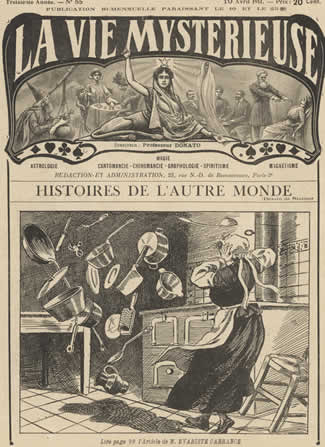
Az 1911-es francia La Vie Mysterieuse magazin címlapja egy poltergeist jelenséggel

A poltergeist ismeretlen erő, amely megmagyarázhatatlan zajokat vagy tüzeket okoz, tárgyakat mozgat anélkül, hogy láthatóvá válna. A parapszichológusok a jelenséget rekurrens spontán pszichokinézisnek (RSPK) nevezik.

## Etimológia
A poltergeist régi német kifejezés, jelentése: zajos szellem, vagy pajkos szellem, azután hogy a jelenséget szellemek vagy démonok művének tartották.

## A jelenség
Az ismeretlen erő tevékenysége gyakran kopogó zajokban, tárgyak elmozdításában, felemelkedésében, reptetésében vagy dobálásában vagy néha akár emberek elleni testi fájdalom okozásában is megnyilvánulhat. Az esetek többségében csak ritkán támadták meg az embert. De a legkülönfélébb jelenségek is keletkezhetnek: időnként spontán tüzek keletkeznek minden ok nélkül, máskor tárgyak tűnnek el (teleportáció) vagy megmagyarázhatatlan elektromossági zavarok keletkeznek stb. Időtartamban néhány órától kezdve egészen több évig fennálló jelenségekről számoltak be.
Az 1970-es években Alan Gold és A. D. Cornell parapszichológusok számítógépes elemzést végeztek az 1800 óta felhalmozott bizonyítékokról, és a következő statisztikai mintára jutottak: 
- 64%-ban mozogtak az élettelen tárgyak,
- 58%-ban az aktivitás éjszaka nyilvánult meg,
- 48%-ban kopogás vagy zaj hallatszott,
- 24%-ban a poltergeist jelenség több mint egy évig tartott,
- 16%-ban közvetlen kapcsolat jött létre a poltergeist és a kutató között.

## Történelem
A poltergeist jelenség legrégebbi beszámolója az 1. századig, az ókori Rómáig vezethető vissza. Az ifjabb Plinius római író i.sz. 100 körül egy görögországi „szellemház”ról számolt be.
Zsidó, görög és római történészek írták le az úgynevezett „démoni megszállottság” eseteit, amelyek megnyilvánulásai alapján a poltergeist jelenségek közé sorolhatók.
A 10. századi Kínából és a középkori Európából is vannak feljegyzések. 
A poltergeist egyik legelszántabb sorozata a 13. században a Köln melletti Stommelnben Boldog Krisztina ellen irányult. Őt a korabeli források alapján a fiatalságától kezdve démonok kínozták: testébe szegeket döftek, összeharapdálták, égési sérüléseket okoztak neki, ruháját darabokra szaggatták stb. Mindezeknek számos tanúja volt.
Jacob Grimm több esetet ír le a Deutsche Mythologie című művében, köztük egy 355-ben Bingen am Rheinben történt esetet, amikor egy láthatatlan erő köveket dobált, kidobta az embereket az ágyukból, és mindenféle hangot hallatott.

### Modern kor
A 20. század egyik esete volt 1967-ben a rosenheimi poltergeist, amikor is egy ügyvédi irodában dolgozó fiatal hölgy köré csoportosultak a hónapokon át tartó események. A villanyégők ide-oda lendültek és felrobbantak, a nehéz irodai bútorok maguktól elmozdultak; mindezeket tanúk is megerősítették. A jelenség csak akkor szűnt meg, miután a titkárnő otthagyta az irodai munkáját.
Az 1990-es évek végén egy madridi régiségboltban történtek paranormális jelenségek; megmagyarázhatatlan zajok és az élettelen tárgyak mozgása napi szinten: a lámpák maguktól mozogni kezdtek, tárgyak repültek, a csapok maguktól kinyíltak, az asztalon levő gyertya magától kigyulladt. Az idő múlásával a jelenség intenzitása egészen addig csökkent, mígnem teljesen eltűnt.
2011-ben a brit The Sun lap közölt egy Coventry-ben történt esetet. 
Egy család figyelte meg, ahogy edények röpködnek a konyhában, az ablaksötétítők mozognak fel és le, a lámpa fel-le kapcsolódik, az ajtó bezárja önmagát, székek repülnek át a szobán, a szekrényajtók kinyílnak és hasonló, dolgokat. Egy ördögűzési szertartás elvégzése után a paranormális tevékenységek végül megszűntek.

## Magyarázatok
Sok különféle magyarázat született arról, hogy mi okozza a poltergeist jelenséget.
A magyar származású Fodor Nándor parapszichológus úttörő szerepet játszott abban az elméletben, hogy a poltergeist a tudatalatti elmén belüli konfliktus külső megnyilvánulásai, nem pedig önálló entitás. Feltételezte, hogy a poltergeist zavarokat olyan emberek okozzák, akik valamilyen érzelmi stressztől vagy feszültségtől szenvednek, és a jelenség a belső feszültségek alatt álló tudatalatti pszichokinézisének (telekinézis) eredménye.
A történelem során a rosszindulatú szellemeket vagy démonokat hibáztatták a poltergeist tevékenységért. A keresztény egyházak általában már régóta úgy gondolják, hogy a poltergeist jelenségei az ördögi megszállottsággal függnek össze, amelyeket megfelelő szertartásokkal, úgynevezett ördögűzésekkel lehet kiűzni.
Japánban és Kínában a poltergeist tevékenységeket bizonyos démonoknak tulajdonítják, mint például a bakeneko, nekomata és rokurokubi.
Allan Kardec, a spiritizmus alapítója szerint a poltergeist jelenségek az alacsony szinten lévő szellemek megnyilvánulásai.

## Fordítás
Ez a szócikk részben vagy egészben  a   Poltergeist című angol Wikipédia-szócikk fordításán alapul.  Az eredeti cikk szerkesztőit annak laptörténete sorolja fel. Ez a jelzés csupán a megfogalmazás eredetét és a szerzői jogokat jelzi, nem szolgál a cikkben szereplő információk forrásmegjelöléseként.